# بهمن دادخواه

بهمن دادخواه (متولد ۱۳۱۹، بندرانزلی) نقاش، مجسمه ساز، هنرمند چاپگر و تصویرگر کتاب‌های کودک است. او در حال حاضر ساکن پاریس است.

## زندگی‌نامه
دادخواه در دانشگاه تهران دندان‌پزشکی خوانده‌است اما این حرفه را دنبال نکرده و نقاشی می‌کند. بهمن دادخواه از نسل تصویرگرهای دهه‌های ۱۳۴۰ و ۱۳۵۰ مانند
نورالدین زرین‌کلک، علی‌اکبر صادقی و پرویز کلانتری است.
بیشتر تصویرهایی که او برای کتاب‌های داستان کودک کشیده، واقع‌گرایانه‌اند و دنیای خیالی کودکانه را بدون اغراق زیاد، نشان می‌دهند.

## آثار
تصویرگری برای کتاب‌های:
- آهو و پرنده‌ها
- توکایی در قفس
- شاعر و آفتاب
- بهار در شعر شاعران ایران[۳]
- هفاایستوس، نوشته بهمن فرسی، نقاشی: بهمن دادخواه، ۱۹۷۴[۴]
- شعرهایی برای کودکان[۵]
- افسانه نیما یوشیج، ۱۳۵۷
- سیبو و سار کوچولو، ۱۳۵۵
- پرنده چه گفت؟، ۱۳۵۳
- تصویرها، ۱۳۵۱
- گیلان، ۱۳۴۷
- شاعر و آفتاب، ۱۳۴۷[۶]

## جایزه‌ها
- دیپلم افتخار بولونیا، برای کتاب شعرهایی برای کودکان، ۱۹۷۳
- دیپلم افتخار بولونیا، برای کتاب تصویرها، ۱۹۷۴
- تقدیر ویژه بولونیا، برای کتاب بهار در شعر شاعران ایران، ۱۹۷۵
- دیپلم افتخار بولونیا، برای کتاب سیبو و سار کوچولو، ۱۹۷۷
- جایزه دوم شانزدهمین مسابقه جهانی کتاب مصور کودک در ژاپن، برای کتاب پرنده چه گفت؟، ۱۹۷۹
- دیپلم افتخار بهترین کتاب طراحی شده برای کودکان در جهان، برای کتاب افسانه نیما یوشیج، لایپزیگ، ۱۹۸۲[۷]